# Greve Kommune
Die Greve Kommune ist eine dänische Kommune auf der Insel Seeland in der Region Sjælland mit 51.507 Einwohnern (Stand 1. Januar 2023). Die Kommune nimmt insgesamt eine Fläche von 60,2 km² ein. Der Hauptort Greve Strand liegt im Ballungsraum Kopenhagen (Hovedstadsområdet, dt. Hauptstadtgebiet).
Neben der größten Stadt Greve Strand (mit Ortsteil Hundige) liegen in der Kommune die Orte Karlslunde Strand und Mosede Strand. Hundige, Greve Strand und Karlslunde Strand verfügen über Stationen der Kopenhagener Vorortzüge, so dass das Zentrum der Hauptstadt mit der S-Bahn in etwa 20 Minuten erreichbar ist.
Landeinwärts liegen die vier kleinen Ortschaften Tune, Karlslunde, Greve und Kildebrønde.

## Kirchspielsgemeinden und Ortschaften in der Kommune
Auf dem Gemeindegebiet liegen die folgenden Kirchspiele und Ortschaften mit über 200 Einwohnern (byer nach Definition der dänischen Statistikbehörde, bei einer eingetragenen Einwohnerzahl von Null hatte der Ort in der Vergangenheit mehr als 200 Einwohner)
| Nr. | Kirchspiel               | Einwohner | Ortschaft          | Einwohner  |
| --- | ------------------------ | --------- | ------------------ | ---------- |
| 2   | Greve Sogn               | 11.117    | Greve Greve Strand | 747 44.119 |
| 4   | Karlslunde Sogn          | 2.831     |                    |            |
| 5   | Karlslunde Strandsogn    | 7.930     |                    |            |
| 3   | Hundige-Kildebrønde Sogn | 18.611    | Kildebrønde        | 365        |
| 6   | Mosede Sogn              | 5.184     |                    |            |
| 1   | Tune Sogn                | 5.715     | Tune               | 5.347      |

Entwicklung der Einwohnerzahl (1. Januar):

Bevölkerungsentwicklung der Kommune

- 1980 – 40.683
- 1985 – 43.350
- 1990 – 45.346
- 1995 – 46.809
- 1999 – 47.631
- 2000 – 47.859
- 2003 – 48.227
- 2005 – 47.671
- 2010 – 47.826
- 2023 – 51.507

## Töchter und Söhne der Kommune
- Bodil Joensen (1944–1985), Pornodarstellerin
- Rune Ohm (* 1980), Handballspieler
- Mie Bekker Lacota (* 1988), Radrennfahrerin
- Christina Wildbork (* 1995), Handballspielerin